# Microsoft Windows NT 3.51
Microsoft Windows NT 3.51（マイクロソフト ウィンドウズ NT 3.51）は、マイクロソフトのWindows NTシリーズのオペレーティングシステムで3番目に公開されたものである。NT 3.51は、Windows NT 3.5の発売から9ヶ月後、Windows 95の発売より3ヶ月前の、1995年5月30日に米国市場で先行発売され、日本市場では1996年1月19日に発売された。NT 3.51で提供された最も重要な機能強化は、NT 3.51の3ヶ月後に発売されたWindows 95との相互運用のためのクライアント/サーバ対応だった。Windows NT 4.0は、その1年後に後継版となった。NT 3.51のサポートは、ワークステーション版では2001年に、サーバー版では2002年に終了した。

## 概要
Windows NT 3.51の公開は、マイクロソフトでは「the PowerPC release」と呼ばれていた。当初の意図は、NT 3.5のPowerPC版を公開することだったが、マイクロソフトのDavid Thompsonによると、「IBMがPower PCのハードウェアを完成させるのを待つ間、我々は基本的には9ヶ月間、バグを修正していた」という。NT 3.51は、x86アーキテクチャ版、MIPSアーキテクチャ版、およびAlphaアーキテクチャ版も公開された。
Windows NT 3.51で導入された新機能には、PCMCIA対応、NTFSファイル圧縮、交換可能なWinLogon（GINA）、OpenGLでの3Dサポート、TCP/IP使用時の永続なIPルーティング、ツールバーボタンにマウスポインタが置かれたときのテキスト説明の自動表示（「ツールチップ」）、およびWindows 95コモンコントロールの対応が含まれる。
カーネルベースでの重要な相違点を考慮すると、Windows NT 3.51は、Windows 95用に設計された多数のWin32アプリケーションを容易に実行できることが挙げられる。しかし開発者がアプリケーションをWindows 98より前のバージョンのWindowsでは動作しないようにしていることや、また一部のアプリケーションが古いWindows NT 3.51インターフェイスでは正しく動作しないため、最近の32ビットアプリケーションは動作しない。
それにもかかわらず、マイクロソフトはアプリケーションリリースで問題を混乱させ、Microsoft OfficeではOffice 97（NT 3.51でサポートされた最終バージョン）に至るまで32ビット版を公開したが、Internet Explorerでは3.0から5.0の16ビット版の技術に依存している。Firefoxを含みそれを基にしたWebブラウザは、2009年4月に公開されたバージョン2.0.0.22まで動作可能だったが、閲覧時のセキュリティを損なうことなく動作するには、いくつかの手動ファイル更新が必要だった。
Windows NT 3.51は、Intel 80386プロセッサと互換性のあるシリーズ最後のモデルである。

### 新しいシェル
1995年5月26日、マイクロソフトは、Shell Technology Previewという名のシェル更新のテストバージョンを公開した。これは非公式に「NewShell」と呼ばれることがよくある。「NewShell」は、タスクバーとスタートメニューを備えた現代的なWindows GUIの最初の登場だった。これは、Windows 3.xプログラムマネージャー/ファイルマネージャーベースのシェルをWindows エクスプローラベースのグラフィカルユーザーインターフェイスに置き換えるために設計された。このリリースでは、ベータ版の後期にWindows "Chicago"（Windows 95のコードネーム）シェルと非常によく似た機能が提供されたが、これはテストリリースに過ぎないことを意図としていた。1995年8月8日に、MSDNおよびCompuServeユーザが利用できるようにShell Technology Preview Updateと呼ばれるShell Technology Previewの2番目の公開が行われた。どちらのリリースも、Windowsエクスプローラービルドは3.51.1053.1となっていた。このプレビュープログラムは、のちに1996年7月にWindows NT 4.0として公開される新しいインターフェイスが組み込まれたWindows NTの次のメジャーバージョンであるShell Update Releaseの早期フィードバックを提供した。

### 更新
NT 3.51用に5つのサービスパックが公開され、バグ修正と新機能の両方が導入された。たとえばService Pack 5では、 2000年問題に関連する問題が修正された。

## ハードウェア要件
| カテゴリー                     | 最小要件                                                                                        |
| ------------------------------ | ----------------------------------------------------------------------------------------------- |
| プロセッサ                     | Intel 386または486 25 MHz                                                                       |
| 主記憶装置                     | ワークステーション版：12 MB サーバー版：16 MB                                                   |
| ビデオカード                   | VGA                                                                                             |
| ハードディスクドライブ規格     | IDE 、 EIDE 、 SCSIまたはESDI                                                                   |
| ハードディスクドライブ空き容量 | 90 MB                                                                                           |
| インストールメディア           | CD-ROMドライブ、1.44MBまたは1.2MBのフロッピーディスクドライブまたはアクティブなネットワーク接続 |

サポートされているEIDEアドレス指定スキームには、論理ブロックアドレス指定（LBA）、ONTrackディスクマネージャー、EZDrive、および拡張シリンダーヘッドセクター（ECHS）が含まれる。